# Tratado de Rastatt

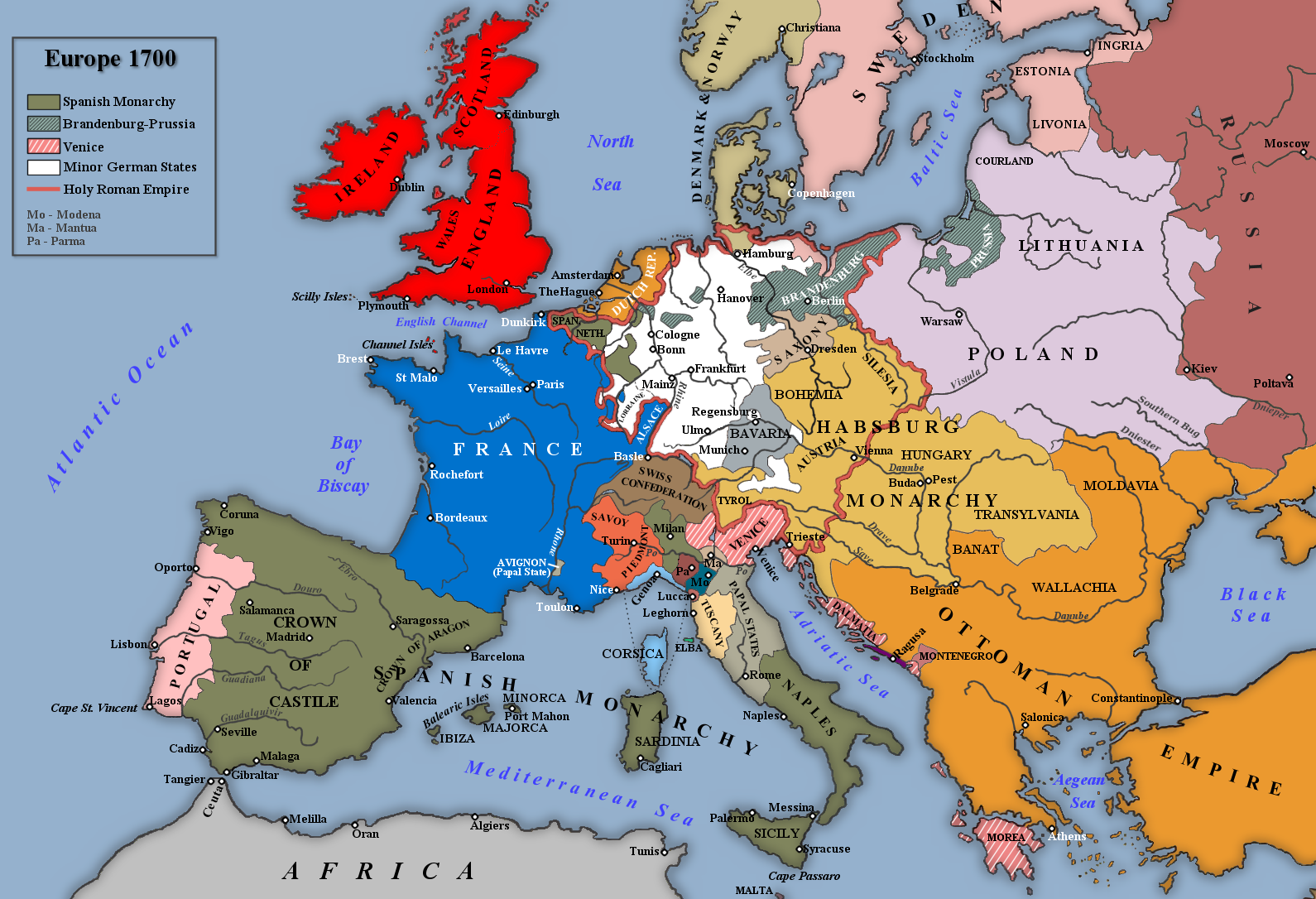
Europa depois dos tratados de Utrecht, Rastatt e Baden

O tratado de Rastatt (ou de Radstadt) assinado em 6 de março de 1714 termina a Guerra da Sucessão Espanhola. Foi assinado entre a França e a Áustria depois de negociações efetuadas desde 1713 entre o Eugênio de Savoia para a Áustria e o Claude Louis Hector de Villars para a França. Este tratado, complemento do tratado de Utrecht, é o reconhecimento pela França da autoridade pela Áustria sobre o Ducado de Milão, o Reino de Nápoles, a Sardenha e os Países Baixos. O tratado de Rastatt é o primeiro que foi redigido em francês ao invés do latim.
Em 1713, todas as partes na Guerra da Sucessão Espanhola estavam militarmente esgotadas e era improvável que a continuação do conflito trouxesse quaisquer resultados no futuro previsível. O Primeiro Congresso de Rastatt foi aberto em novembro de 1713, entre a França e a Áustria, com as negociações culminando no Tratado de Rastatt em 7 de março de 1714, encerrando formalmente as hostilidades e complementando o Tratado de Utrecht, que havia sido assinado no ano anterior.
O tratado de está associado a mudanças na política europeia, para a política de equilíbrio de poder.

## Antecedentes
A Áustria começou a negociar o tratado com a França depois que ele foi abandonado por seus aliados, especialmente a Grã-Bretanha, durante as negociações para o Tratado de Utrecht. A Grã-Bretanha temia uma possível união pessoal da Áustria e da Espanha sob o imperador Carlos VI, que assumiu o trono imperial em 1711 e reivindicou o trono espanhol, pois isso mudaria o equilíbrio de poder na Europa em favor da Casa de Habsburgo.
Em junho de 1713, a França lançou sua campanha do Reno contra o Sacro Império Romano, conquistando Kaiserslautern, Landau e Breisgau. Após essas derrotas, o imperador Carlos VI aceitou a oferta de Luís XIV da França para reabrir as negociações.

## Mudanças territoriais
Segundo o tratado, a Áustria recebeu o seguinte da Espanha: os territórios espanhóis na Itália de Nápoles, Milão, Sardenha e Holanda do Sul. A Áustria recebeu da França Freiburg e várias outras pequenas áreas em suas fronteiras orientais, mas a França manteve Landau.
Como resultado do tratado, o Império Austríaco dos Habsburgos atingiu sua maior extensão territorial desde a divisão das possessões de Carlos V em 1556. Tornou-se uma potência na Europa Ocidental e Meridional, além de sua influência já dominante na parte central de o continente. Além disso, a negociação em Rastatt rendeu à Áustria muito mais do que foi oferecida em Utrecht, na qual originalmente também havia participado. No entanto, o imperador Carlos VI ficou indignado com a perda da Espanha e considerou isso um fracasso inaceitável.
Para a França, os tratados de Utrecht e Rastatt confirmaram o trono da Espanha para a Casa de Bourbon, mas também negaram à França os ganhos territoriais adicionais que buscava e afirmaram que os tronos da França e da Espanha não poderiam ser unidos.